# 해리면
해리면(海里面)은 대한민국 전북특별자치도 고창군의 면이다.

## 개요
해리면은 고창군의 서부 황해안에 위치하며 동쪽은 청룡산, 한제산 등을 경계로 남쪽은 장군산, 북쪽에 뻗어 있는 산등성이를 바라보면 밋밋한 산정에 우뚝솟아 있는 신비롭고도 괴이하게 거대한 계선암이라는 배맨바위가 있고, 천혜의 조건을 갖춘 동호해수욕장은 천년 세월과 함께한 해송 군락과 해질녘 낙조 등 장관을 이루고 있으며 해수의 염도가 높아 단오절에 모래찜을 하면 각종 피부병, 성인병 예방에 탁월한 효능이 있는 것으로 전해져 오고 있다.

## 행정 구역

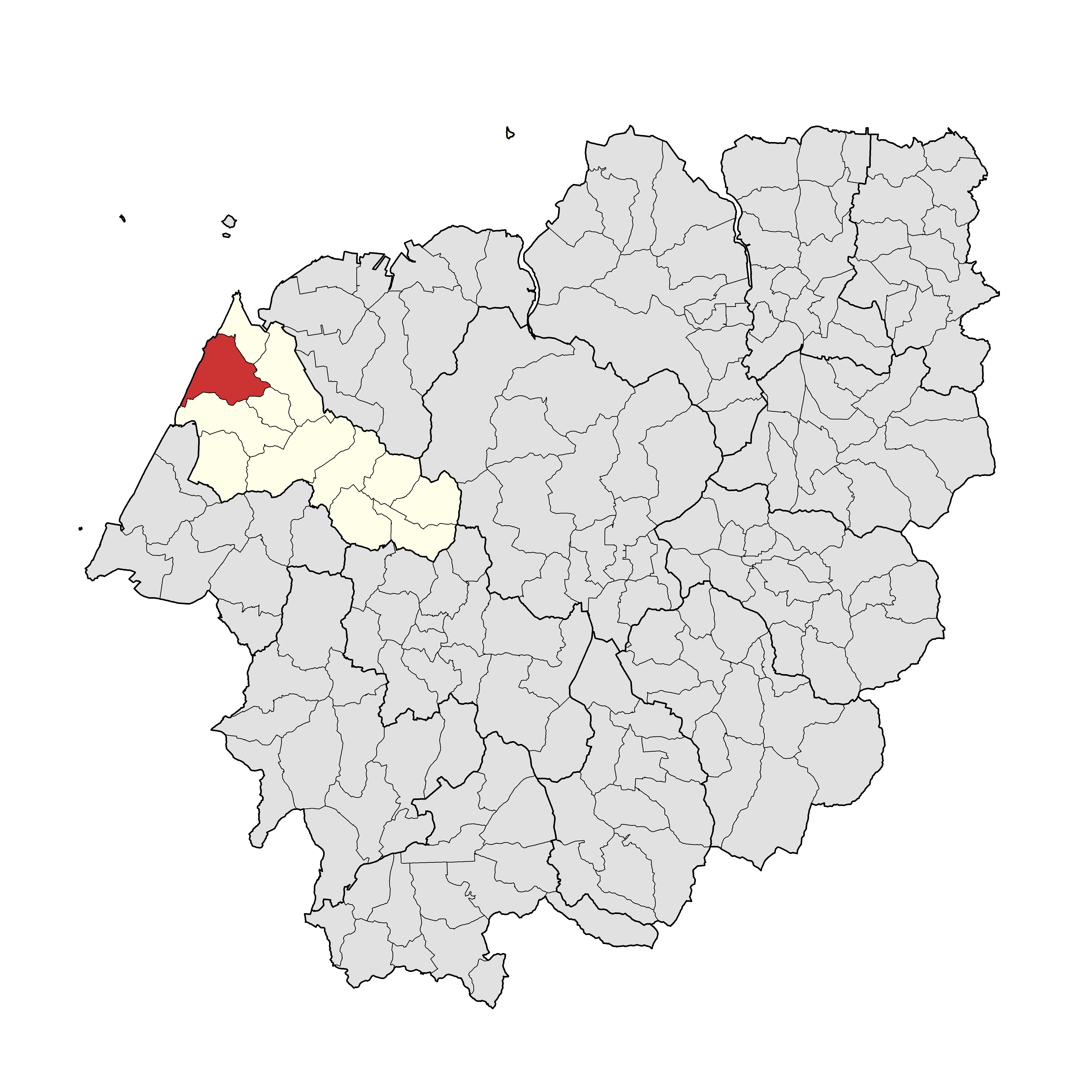
광승리
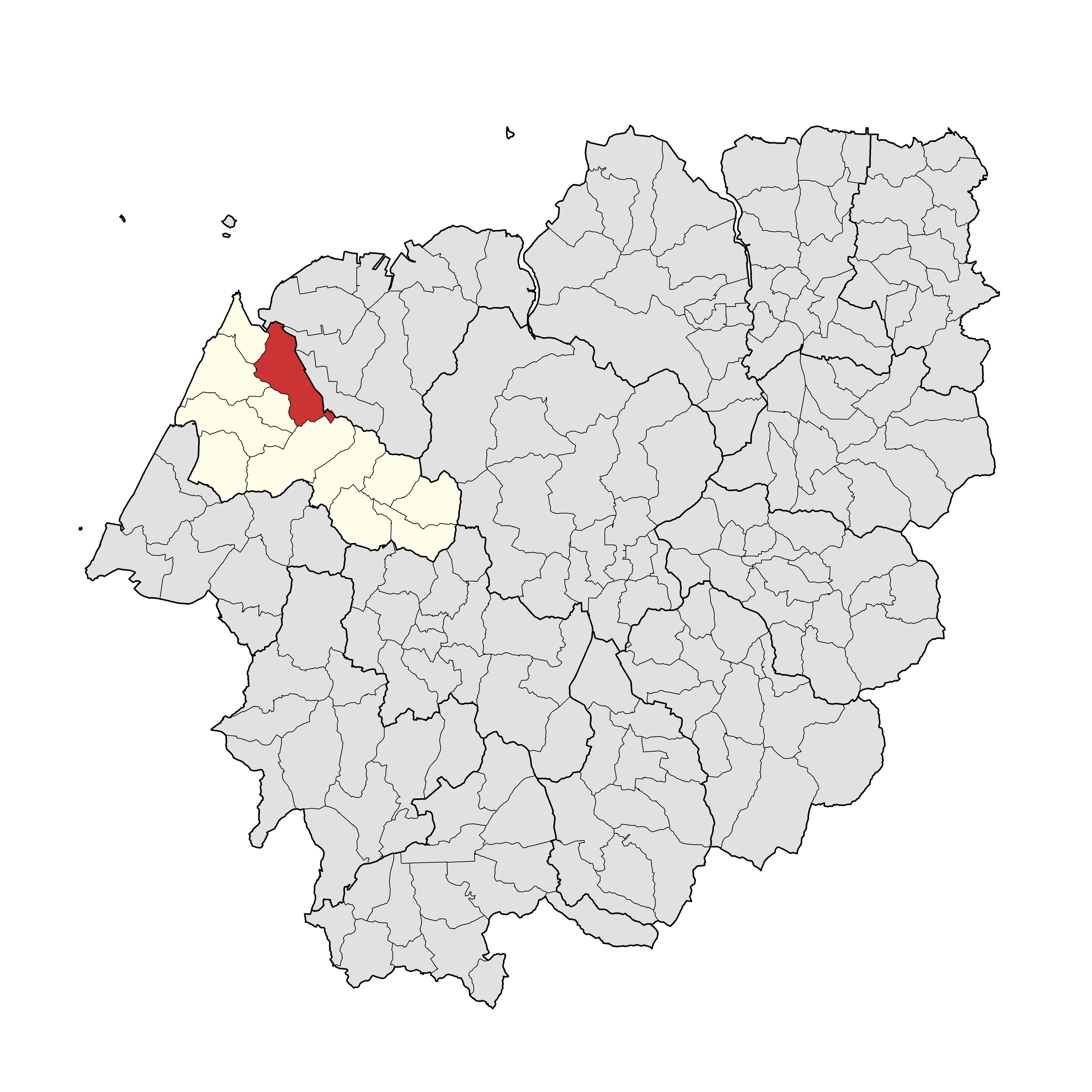
금평리
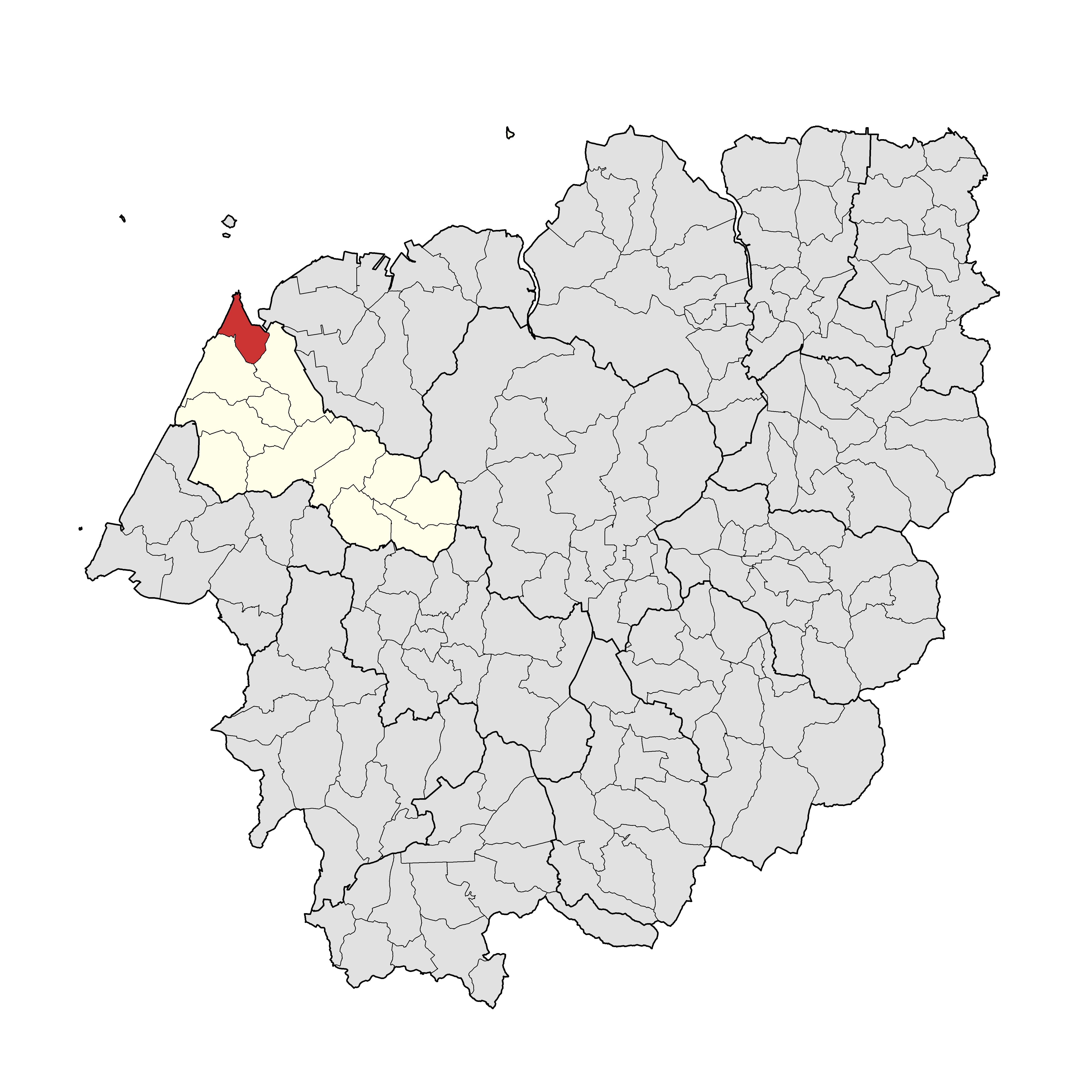
동호리
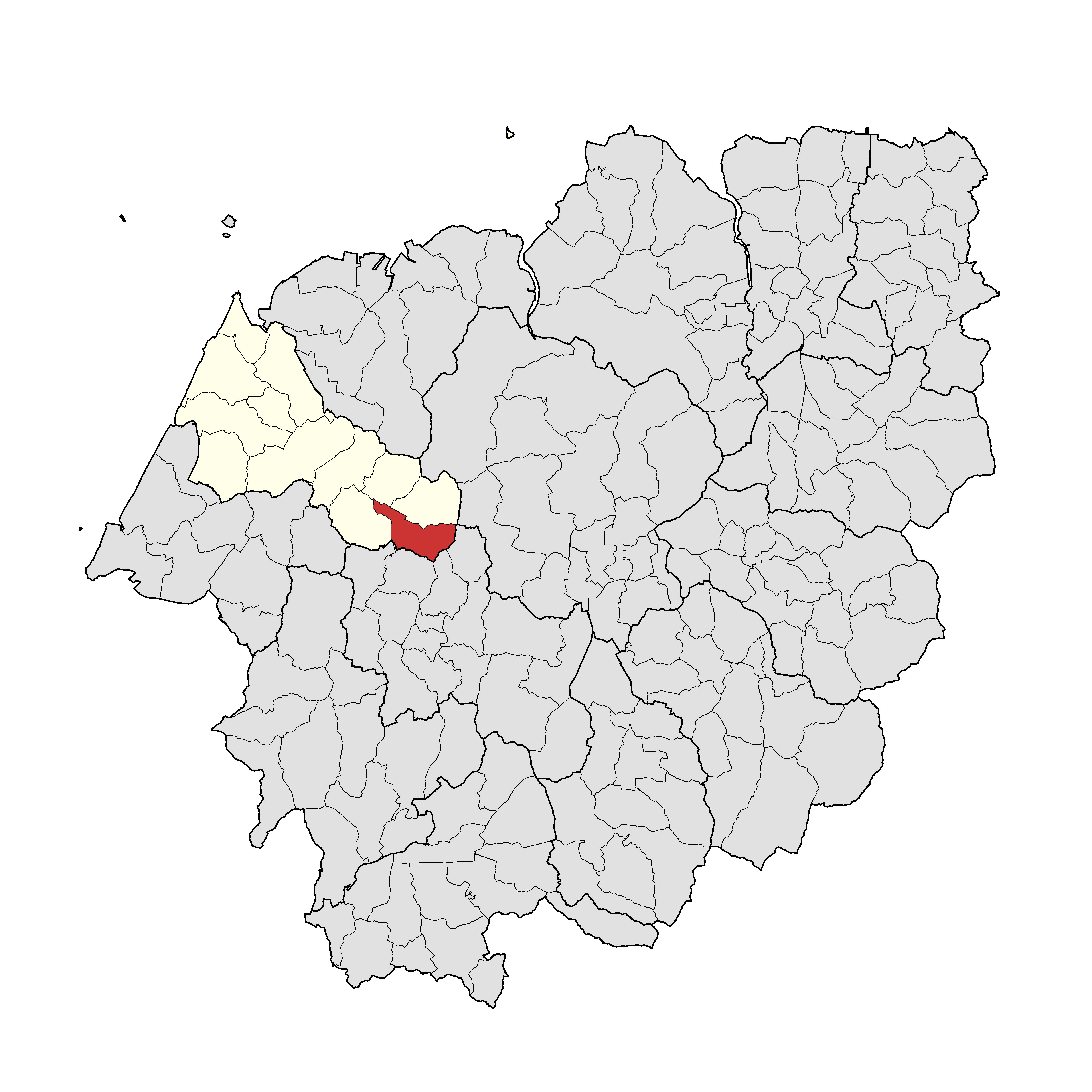
고성리
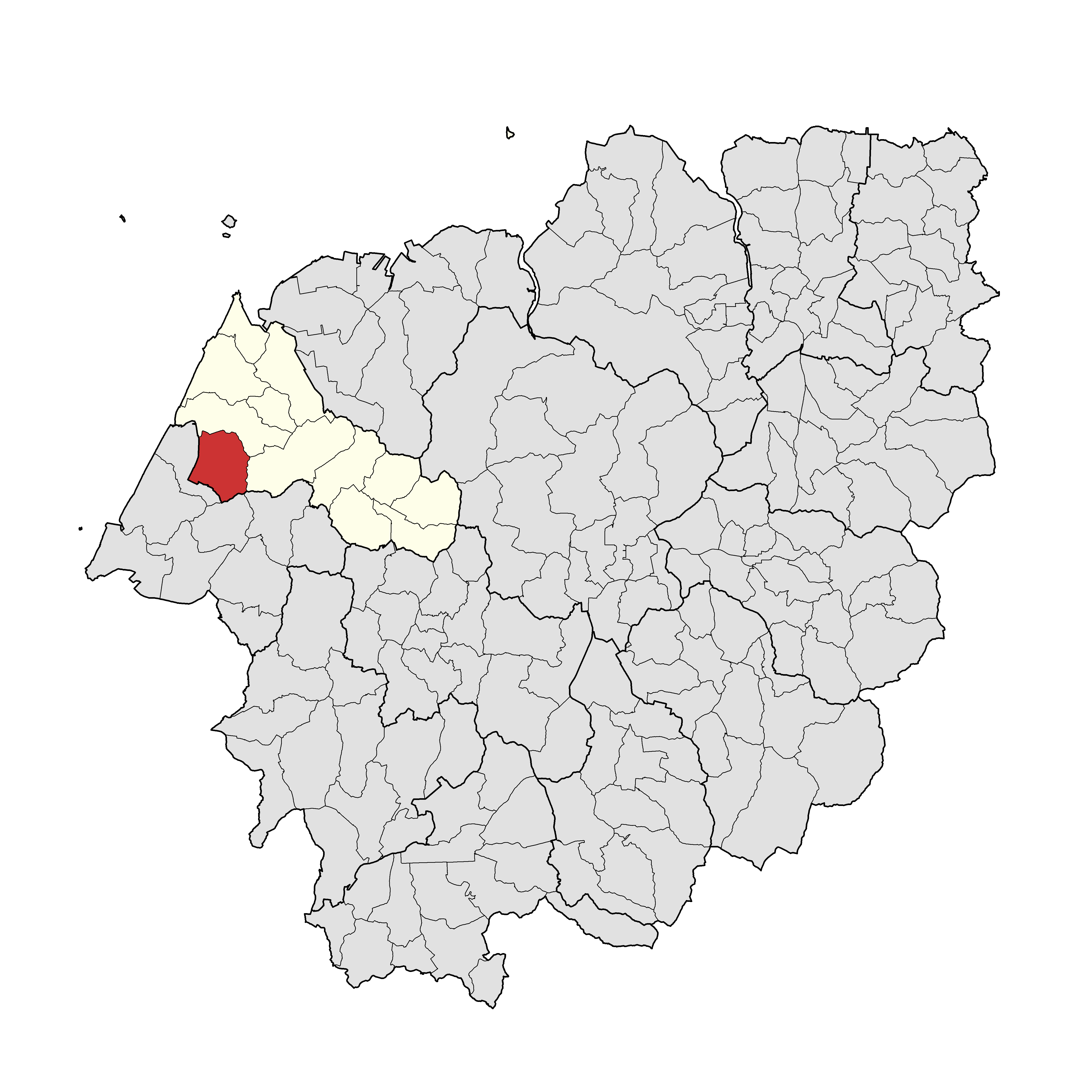
라성리
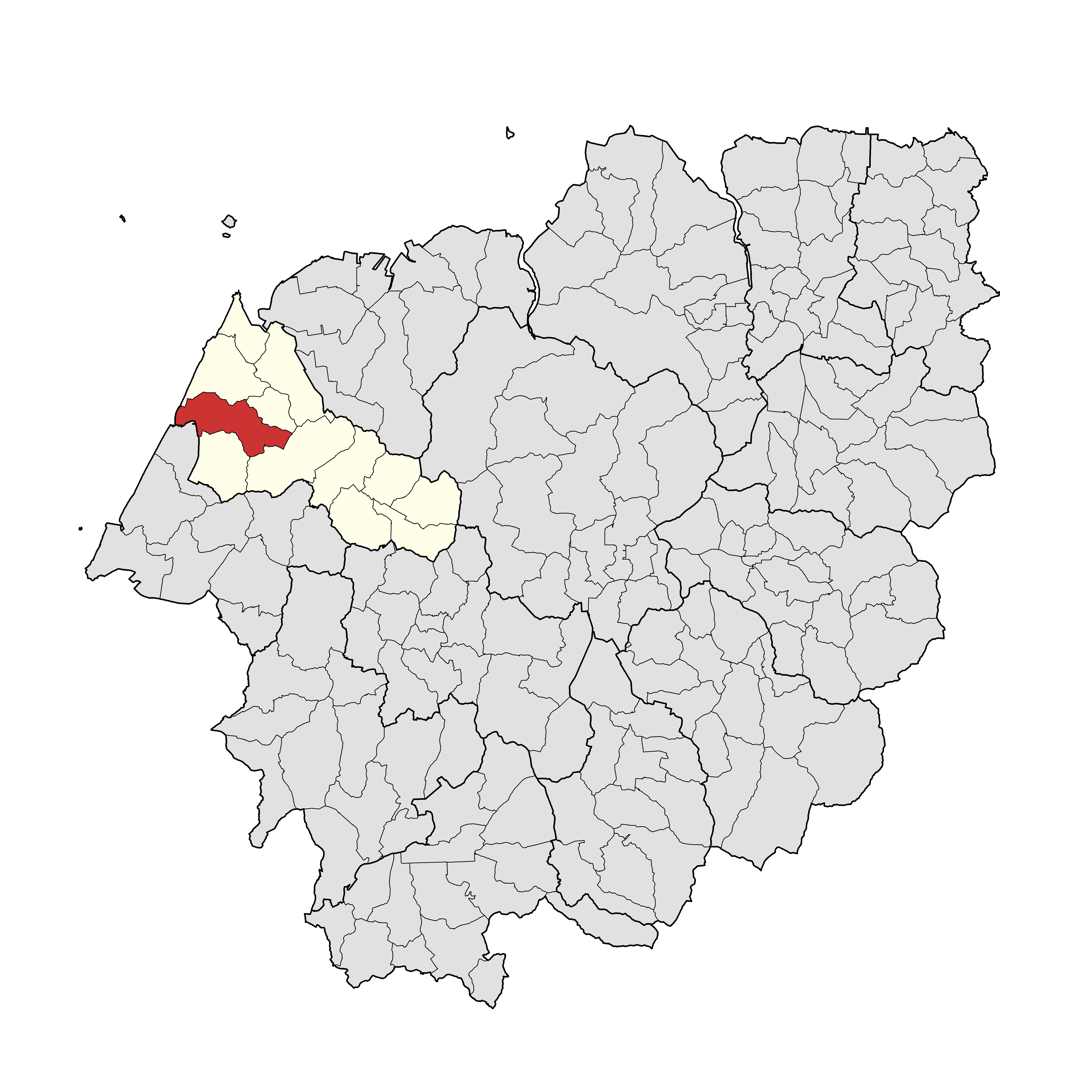
사반리
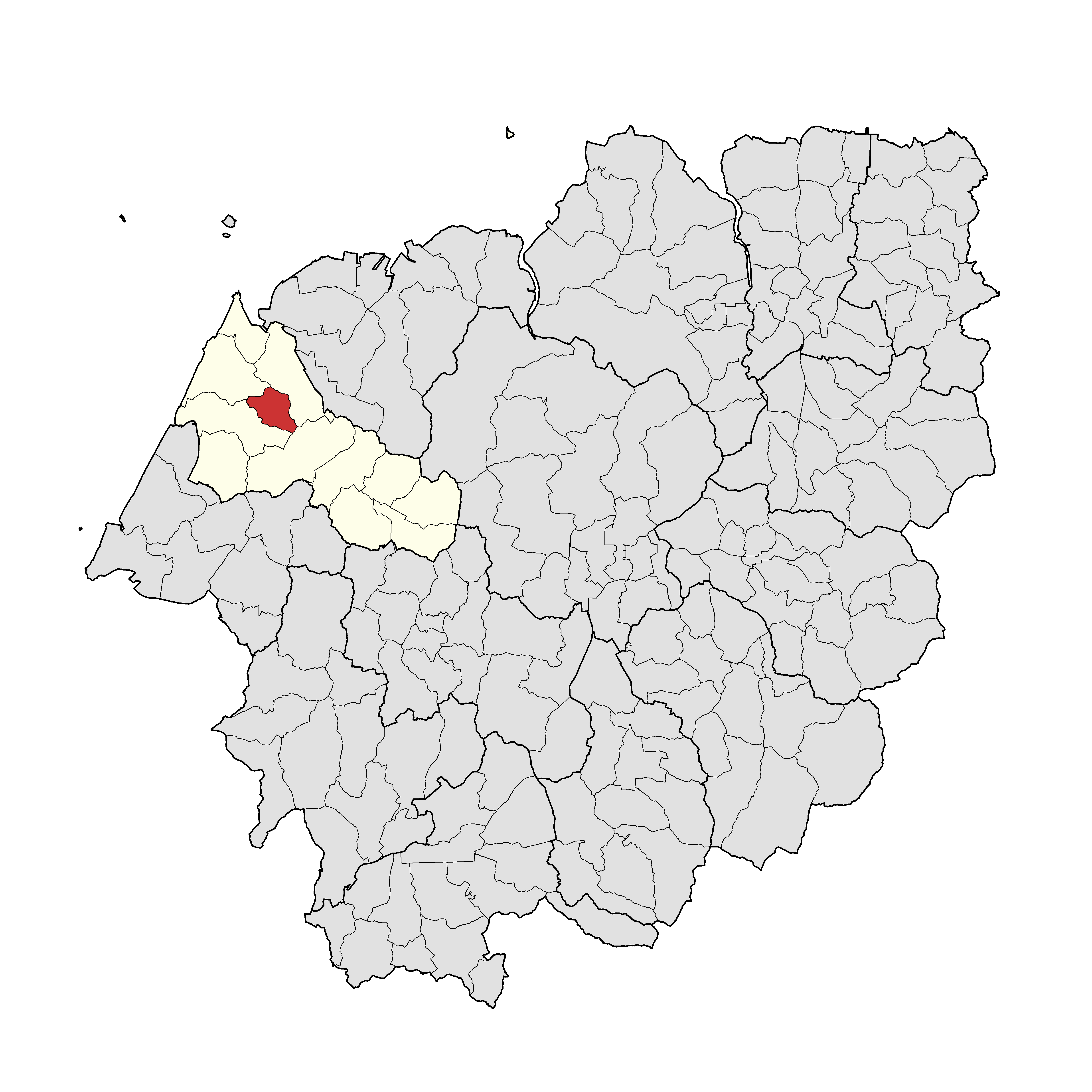
방축리
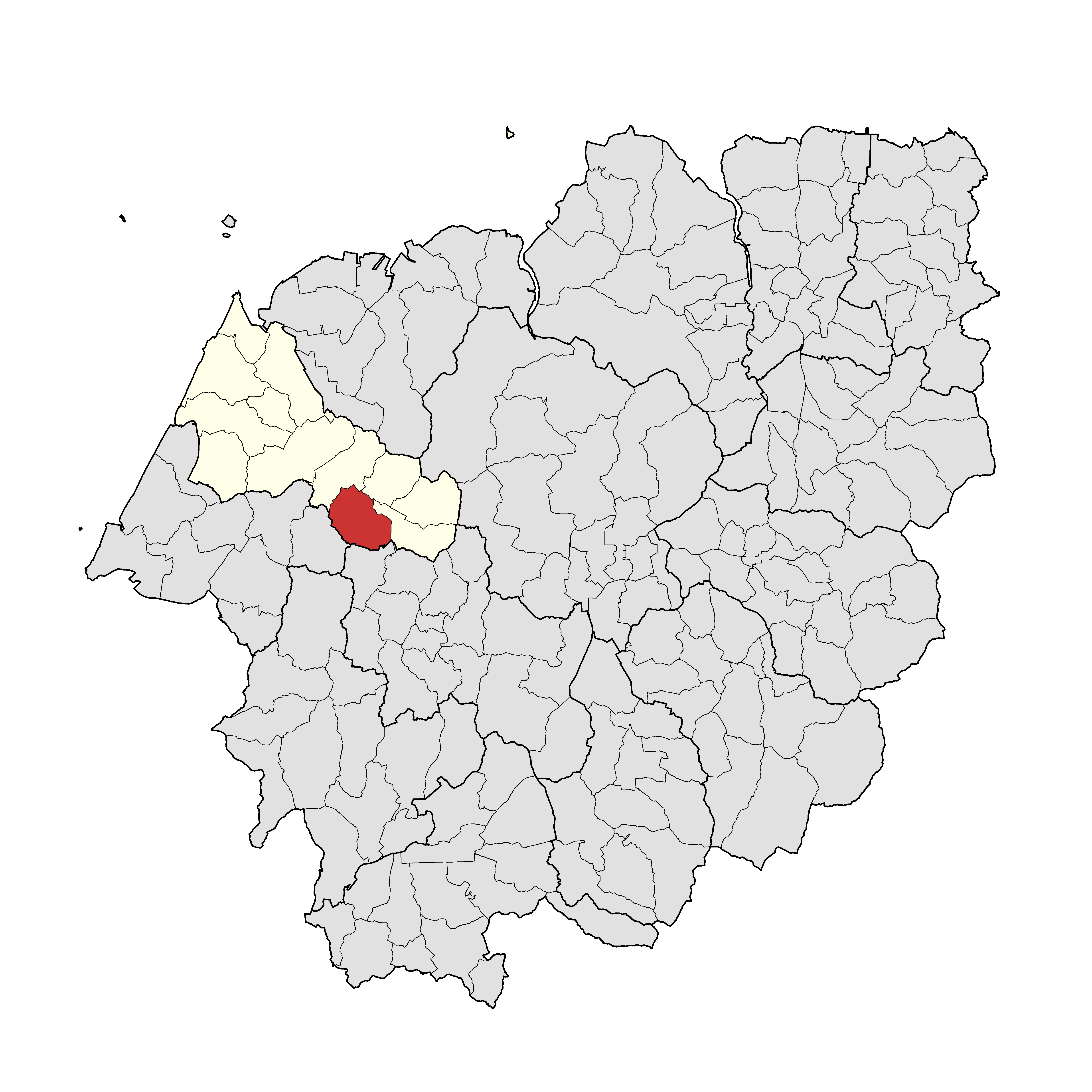
송산리
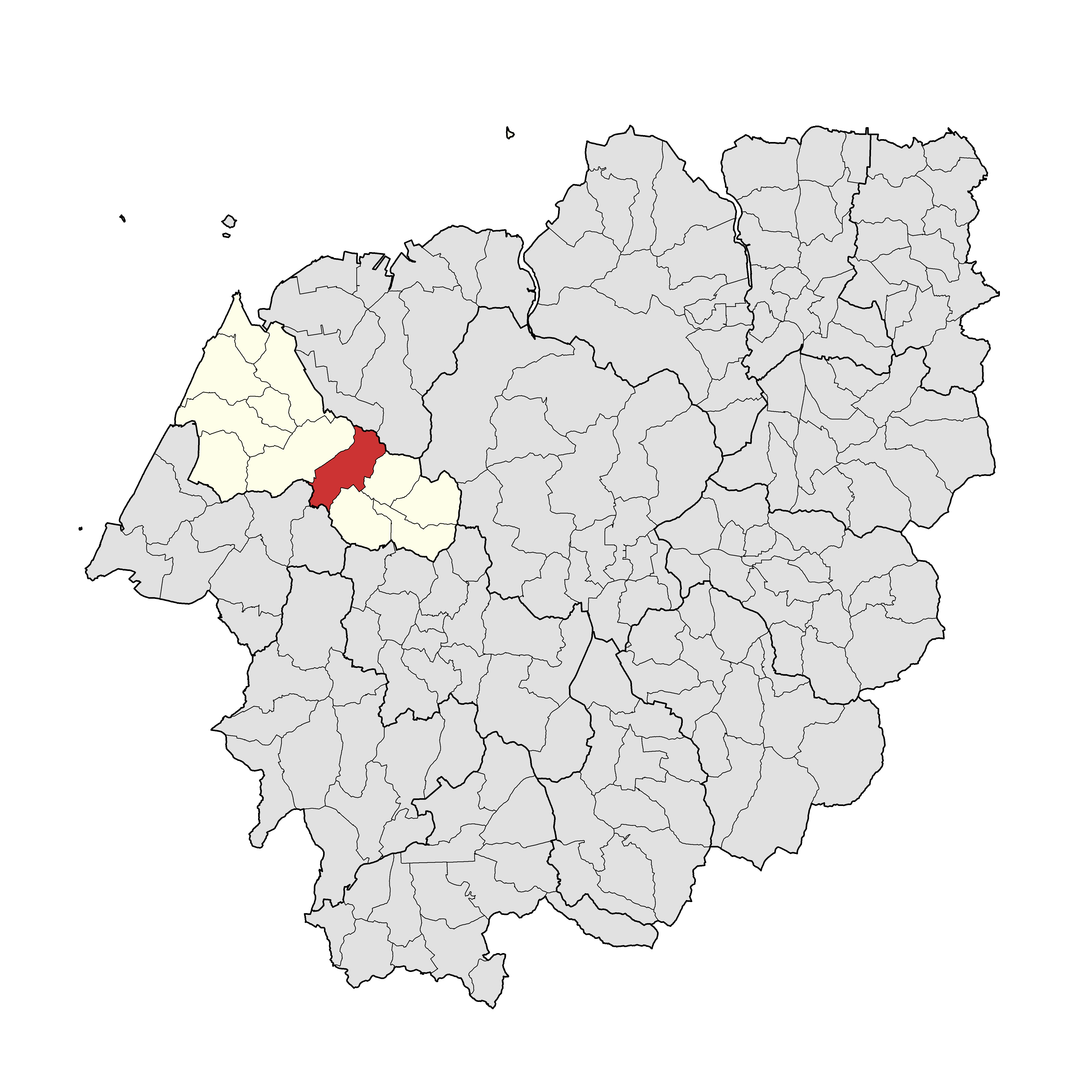
안산리
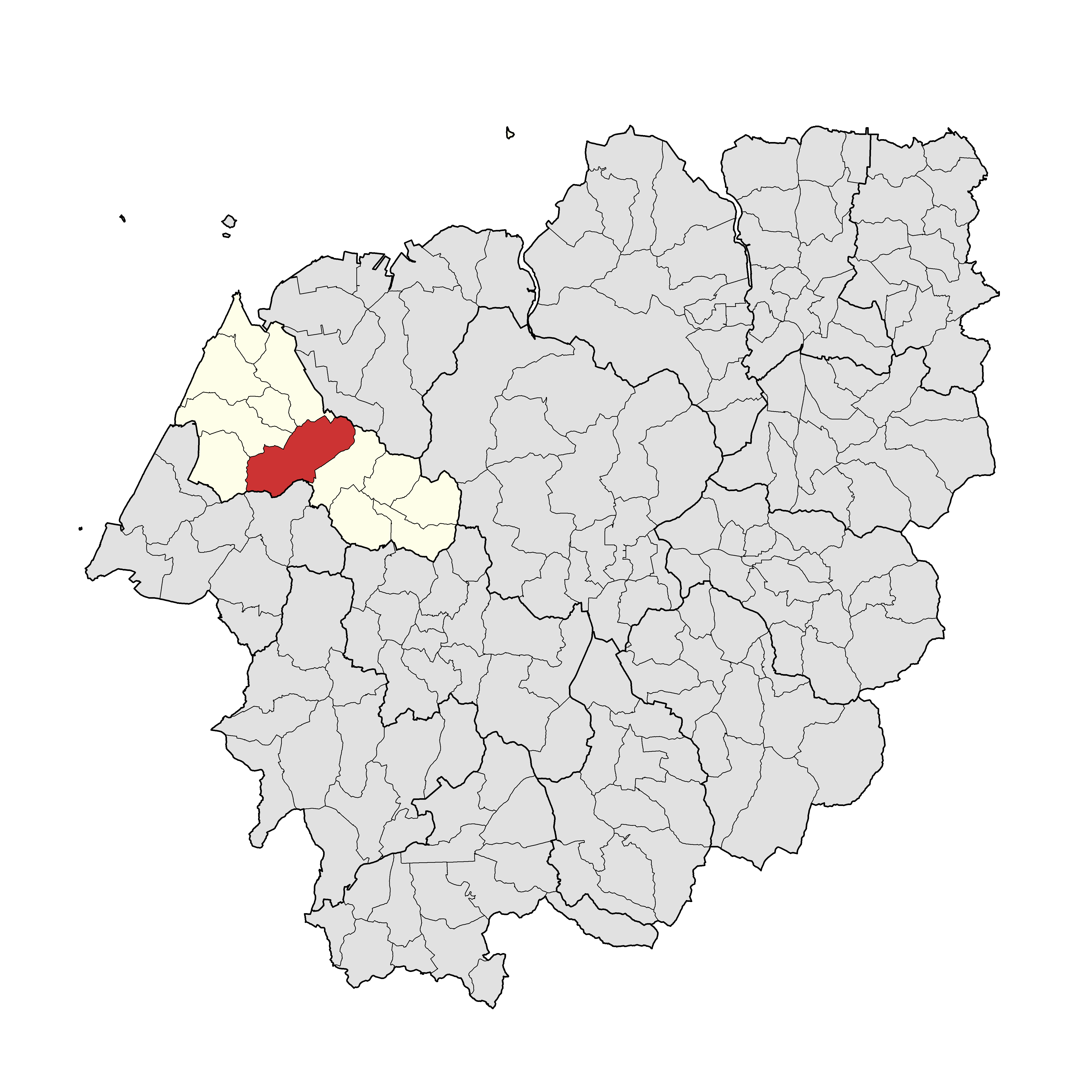
왕촌리
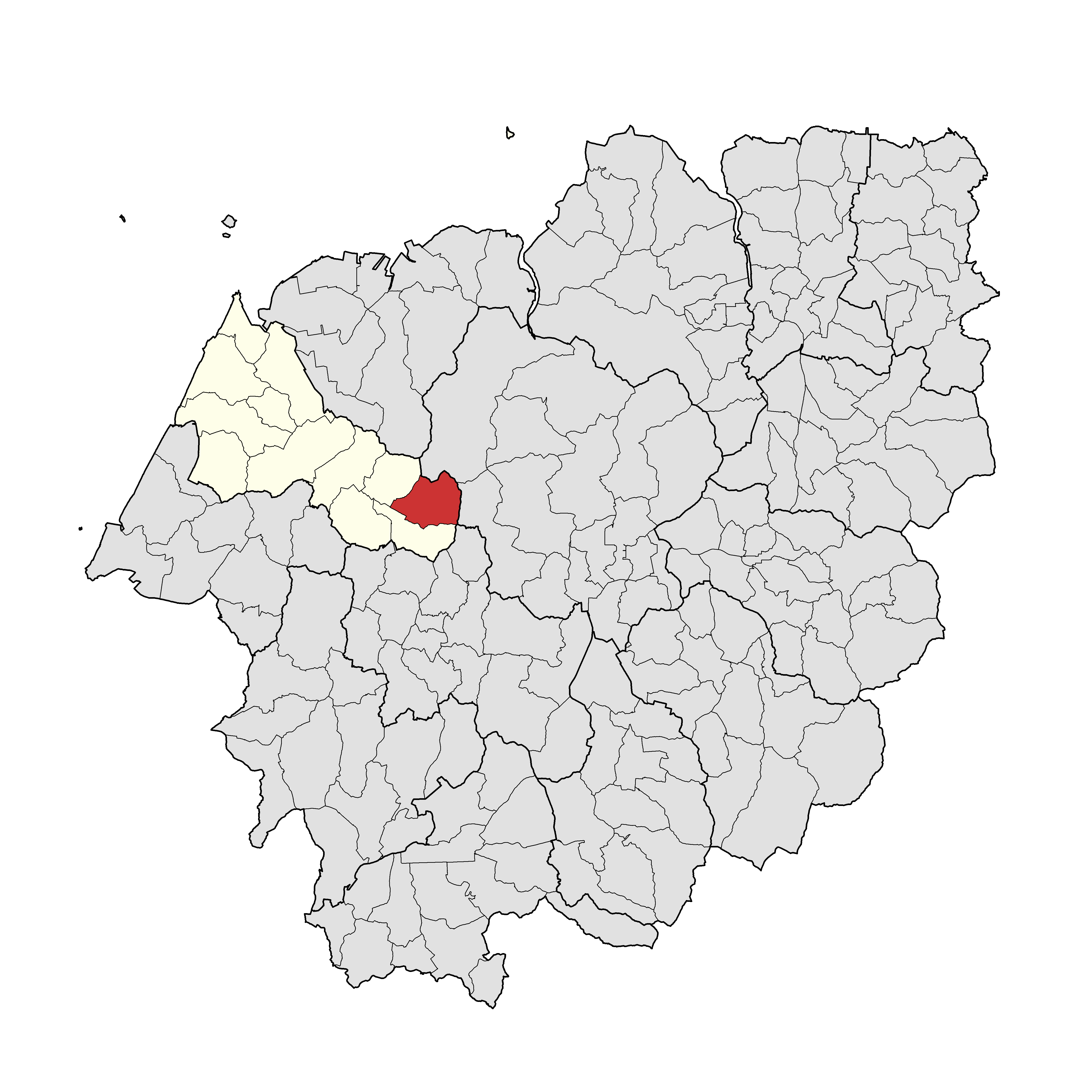
평지리
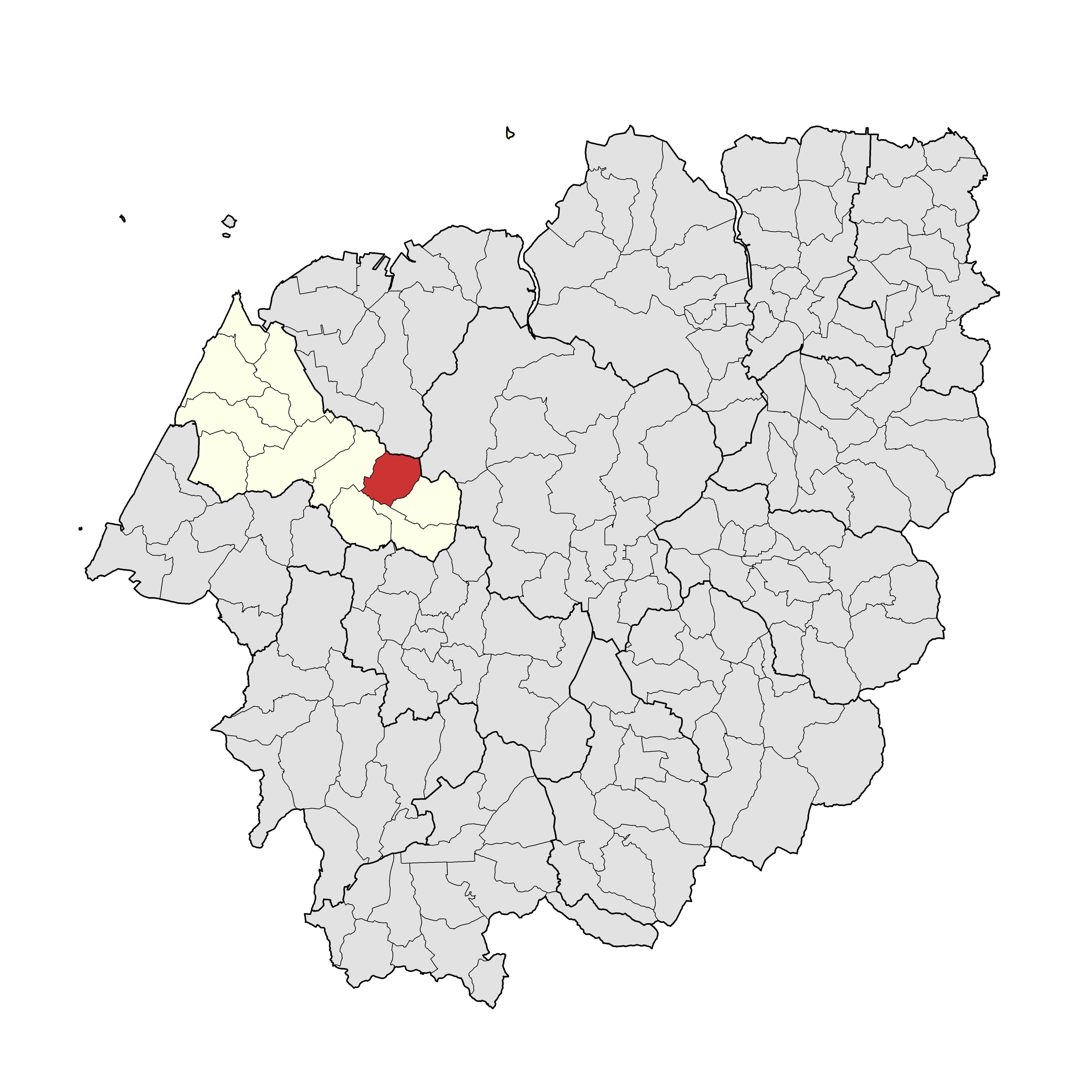
하련리

## 교육
- 해리초등학교
- 동호초등학교
- 해리중학교
- 해리고등학교